# Ivonne Beras
Ivonne Cristina Beras Guerrero (3 de diciembre de 1964) es una presentadora y actriz dominicana, de origen Español, conocida por su papel de Victoria Guzmán en la telenovela dominicano-peruana Trópico. Ivonne Beras es hija del fenecido locutor y psiquiatra Máximo Beras-Goico sobrina del fenecido presentador y productor de televisión y humorista Freddy Beras-Goico.

## Presentadora
- Sabroshow  Rahintel
- Punto Final  Color Visión
- Buenas Noches Ivonne  Telecentro / Telemicro
- Perdone la Hora  Color Visión
- Grandiosas  Antena Latina

## Radio
- Esto no tiene Nombre - La Nota 95.7

## Actuación

### Cine y televisión
- 2004, Negocios son negocios  Mirta Faloni
- 2007, Trópico  Victoria Guzmán
- 2009, Un lío en dólares
- 2012, Mujeres asesinas  Emma

### Teatro
- Monólogos de la vagina

## Árbol genealógico
Fuentes
|                                |                                |                                |                                |                                |                                |                      |                      |                               |                               |                                |                                |                                |                                |                                |                                |                           |                           | Pedro Santana             | Pedro Santana             | Pedro Santana             | Pedro Santana             | Pedro Santana                | Pedro Santana                |                              |                              |                              |                              |                           |                           | Petronila Familia         | Petronila Familia         | Petronila Familia         | Petronila Familia         | Petronila Familia                    | Petronila Familia                    |                                      |                                      |                                      |                                      |                        |                        |                        |                        |                                |                                |                                |                                |                                |                                |                      |                      |                         |                         |                         |                         |                         |                         |  |  |
|                                |                                |                                |                                |                                |                                |                      |                      |                               |                               |                                |                                |                                |                                |                                |                                |                           |                           | Pedro Santana             | Pedro Santana             | Pedro Santana             | Pedro Santana             | Pedro Santana                | Pedro Santana                |                              |                              |                              |                              |                           |                           | Petronila Familia         | Petronila Familia         | Petronila Familia         | Petronila Familia         | Petronila Familia                    | Petronila Familia                    |                                      |                                      |                                      |                                      |                        |                        |                        |                        |                                |                                |                                |                                |                                |                                |                      |                      |                         |                         |                         |                         |                         |                         |  |  |
|                                |                                |                                |                                |                                |                                |                      |                      |                               |                               |                                |                                |                                |                                |                                |                                |                           |                           |                           |                           |                           |                           |                              |                              |                              |                              |                              |                              |                           |                           |                           |                           |                           |                           |                                      |                                      |                                      |                                      |                                      |                                      |                        |                        |                        |                        |                                |                                |                                |                                |                                |                                |                      |                      |                         |                         |                         |                         |                         |                         |  |  |
|                                |                                |                                |                                |                                |                                |                      |                      |                               |                               |                                |                                |                                |                                |                                |                                |                           |                           |                           |                           |                           |                           |                              |                              |                              |                              |                              |                              |                           |                           |                           |                           |                           |                           |                                      |                                      |                                      |                                      |                                      |                                      |                        |                        |                        |                        |                                |                                |                                |                                |                                |                                |                      |                      |                         |                         |                         |                         |                         |                         |  |  |
|                                |                                |                                |                                |                                |                                |                      |                      |                               |                               |                                |                                |                                |                                |                                |                                |                           |                           |                           |                           |                           |                           |                              |                              |                              |                              |                              |                              | Miguel Febles Vallenilla  | Miguel Febles Vallenilla  | Miguel Febles Vallenilla  | Miguel Febles Vallenilla  | Miguel Febles Vallenilla  | Miguel Febles Vallenilla  |                                      |                                      |                                      |                                      |                                      |                                      |                        |                        |                        |                        | Micaela Antonia Rivera de Soto | Micaela Antonia Rivera de Soto | Micaela Antonia Rivera de Soto | Micaela Antonia Rivera de Soto | Micaela Antonia Rivera de Soto | Micaela Antonia Rivera de Soto |                      |                      | Pedro Santana y Familia | Pedro Santana y Familia | Pedro Santana y Familia | Pedro Santana y Familia | Pedro Santana y Familia | Pedro Santana y Familia |  |  |
|                                |                                |                                |                                |                                |                                |                      |                      |                               |                               |                                |                                |                                |                                |                                |                                |                           |                           |                           |                           |                           |                           |                              |                              |                              |                              |                              |                              | Miguel Febles Vallenilla  | Miguel Febles Vallenilla  | Miguel Febles Vallenilla  | Miguel Febles Vallenilla  | Miguel Febles Vallenilla  | Miguel Febles Vallenilla  |                                      |                                      |                                      |                                      |                                      |                                      |                        |                        |                        |                        | Micaela Antonia Rivera de Soto | Micaela Antonia Rivera de Soto | Micaela Antonia Rivera de Soto | Micaela Antonia Rivera de Soto | Micaela Antonia Rivera de Soto | Micaela Antonia Rivera de Soto |                      |                      | Pedro Santana y Familia | Pedro Santana y Familia | Pedro Santana y Familia | Pedro Santana y Familia | Pedro Santana y Familia | Pedro Santana y Familia |  |  |
| Guennadiy Goykovich            | Guennadiy Goykovich            | Guennadiy Goykovich            | Guennadiy Goykovich            | Guennadiy Goykovich            | Guennadiy Goykovich            |                      |                      |                               |                               |                                |                                | Dolores Cebollero              | Dolores Cebollero              | Dolores Cebollero              | Dolores Cebollero              | Dolores Cebollero         | Dolores Cebollero         |                           |                           | Ramón Santana y Familia   | Ramón Santana y Familia   | Ramón Santana y Familia      | Ramón Santana y Familia      | Ramón Santana y Familia      | Ramón Santana y Familia      |                              |                              |                           |                           |                           |                           |                           |                           |                                      |                                      | Froilana Febles Rivera               | Froilana Febles Rivera               | Froilana Febles Rivera               | Froilana Febles Rivera               | Froilana Febles Rivera | Froilana Febles Rivera |                        |                        |                                |                                |                                |                                |                                |                                |                      |                      |                         |                         |                         |                         |                         |                         |  |  |
| Guennadiy Goykovich            | Guennadiy Goykovich            | Guennadiy Goykovich            | Guennadiy Goykovich            | Guennadiy Goykovich            | Guennadiy Goykovich            |                      |                      |                               |                               |                                |                                | Dolores Cebollero              | Dolores Cebollero              | Dolores Cebollero              | Dolores Cebollero              | Dolores Cebollero         | Dolores Cebollero         |                           |                           | Ramón Santana y Familia   | Ramón Santana y Familia   | Ramón Santana y Familia      | Ramón Santana y Familia      | Ramón Santana y Familia      | Ramón Santana y Familia      |                              |                              |                           |                           |                           |                           |                           |                           |                                      |                                      | Froilana Febles Rivera               | Froilana Febles Rivera               | Froilana Febles Rivera               | Froilana Febles Rivera               | Froilana Febles Rivera | Froilana Febles Rivera |                        |                        |                                |                                |                                |                                |                                |                                |                      |                      |                         |                         |                         |                         |                         |                         |  |  |
|                                |                                |                                |                                |                                |                                |                      |                      |                               |                               |                                |                                |                                |                                |                                |                                |                           |                           |                           |                           |                           |                           |                              |                              |                              |                              |                              |                              |                           |                           |                           |                           |                           |                           |                                      |                                      |                                      |                                      |                                      |                                      |                        |                        |                        |                        |                                |                                |                                |                                |                                |                                |                      |                      |                         |                         |                         |                         |                         |                         |  |  |
|                                |                                |                                |                                |                                |                                |                      |                      |                               |                               |                                |                                |                                |                                |                                |                                |                           |                           |                           |                           |                           |                           |                              |                              |                              |                              |                              |                              |                           |                           |                           |                           |                           |                           |                                      |                                      |                                      |                                      |                                      |                                      |                        |                        |                        |                        |                                |                                |                                |                                |                                |                                |                      |                      |                         |                         |                         |                         |                         |                         |  |  |
| Justo Goyco Cebollero          | Justo Goyco Cebollero          | Justo Goyco Cebollero          | Justo Goyco Cebollero          | Justo Goyco Cebollero          | Justo Goyco Cebollero          |                      |                      |                               |                               | Pedro Gerónimo Goyco Cebollero | Pedro Gerónimo Goyco Cebollero | Pedro Gerónimo Goyco Cebollero | Pedro Gerónimo Goyco Cebollero | Pedro Gerónimo Goyco Cebollero | Pedro Gerónimo Goyco Cebollero |                           |                           |                           |                           |                           |                           |                              |                              |                              |                              |                              |                              | Rafael Santana Febles     | Rafael Santana Febles     | Rafael Santana Febles     | Rafael Santana Febles     | Rafael Santana Febles     | Rafael Santana Febles     |                                      |                                      |                                      |                                      |                                      |                                      |                        |                        |                        |                        |                                |                                |                                |                                |                                |                                |                      |                      |                         |                         |                         |                         |                         |                         |  |  |
| Justo Goyco Cebollero          | Justo Goyco Cebollero          | Justo Goyco Cebollero          | Justo Goyco Cebollero          | Justo Goyco Cebollero          | Justo Goyco Cebollero          |                      |                      |                               |                               | Pedro Gerónimo Goyco Cebollero | Pedro Gerónimo Goyco Cebollero | Pedro Gerónimo Goyco Cebollero | Pedro Gerónimo Goyco Cebollero | Pedro Gerónimo Goyco Cebollero | Pedro Gerónimo Goyco Cebollero |                           |                           |                           |                           |                           |                           |                              |                              |                              |                              |                              |                              | Rafael Santana Febles     | Rafael Santana Febles     | Rafael Santana Febles     | Rafael Santana Febles     | Rafael Santana Febles     | Rafael Santana Febles     |                                      |                                      |                                      |                                      |                                      |                                      |                        |                        |                        |                        |                                |                                |                                |                                |                                |                                |                      |                      |                         |                         |                         |                         |                         |                         |  |  |
| Genaro Alfredo Goyco Cebollero | Genaro Alfredo Goyco Cebollero | Genaro Alfredo Goyco Cebollero | Genaro Alfredo Goyco Cebollero | Genaro Alfredo Goyco Cebollero | Genaro Alfredo Goyco Cebollero |                      |                      | Emilio Morel Peguero          | Emilio Morel Peguero          | Emilio Morel Peguero           | Emilio Morel Peguero           | Emilio Morel Peguero           | Emilio Morel Peguero           |                                |                                | José Ramón Rojas Duchenes | José Ramón Rojas Duchenes | José Ramón Rojas Duchenes | José Ramón Rojas Duchenes | José Ramón Rojas Duchenes | José Ramón Rojas Duchenes |                              |                              |                              |                              |                              |                              | Francisca (Anita) Santana | Francisca (Anita) Santana | Francisca (Anita) Santana | Francisca (Anita) Santana | Francisca (Anita) Santana | Francisca (Anita) Santana |                                      |                                      | Andrés Beras Trinidad                | Andrés Beras Trinidad                | Andrés Beras Trinidad                | Andrés Beras Trinidad                | Andrés Beras Trinidad  | Andrés Beras Trinidad  |                        |                        |                                |                                |                                |                                | Ana Zorrilla Álvarez           | Ana Zorrilla Álvarez           | Ana Zorrilla Álvarez | Ana Zorrilla Álvarez | Ana Zorrilla Álvarez    | Ana Zorrilla Álvarez    |                         |                         |                         |                         |  |  |
| Genaro Alfredo Goyco Cebollero | Genaro Alfredo Goyco Cebollero | Genaro Alfredo Goyco Cebollero | Genaro Alfredo Goyco Cebollero | Genaro Alfredo Goyco Cebollero | Genaro Alfredo Goyco Cebollero |                      |                      | Emilio Morel Peguero          | Emilio Morel Peguero          | Emilio Morel Peguero           | Emilio Morel Peguero           | Emilio Morel Peguero           | Emilio Morel Peguero           |                                |                                | José Ramón Rojas Duchenes | José Ramón Rojas Duchenes | José Ramón Rojas Duchenes | José Ramón Rojas Duchenes | José Ramón Rojas Duchenes | José Ramón Rojas Duchenes |                              |                              |                              |                              |                              |                              | Francisca (Anita) Santana | Francisca (Anita) Santana | Francisca (Anita) Santana | Francisca (Anita) Santana | Francisca (Anita) Santana | Francisca (Anita) Santana |                                      |                                      | Andrés Beras Trinidad                | Andrés Beras Trinidad                | Andrés Beras Trinidad                | Andrés Beras Trinidad                | Andrés Beras Trinidad  | Andrés Beras Trinidad  |                        |                        |                                |                                |                                |                                | Ana Zorrilla Álvarez           | Ana Zorrilla Álvarez           | Ana Zorrilla Álvarez | Ana Zorrilla Álvarez | Ana Zorrilla Álvarez    | Ana Zorrilla Álvarez    |                         |                         |                         |                         |  |  |
|                                |                                |                                |                                |                                |                                |                      |                      |                               |                               |                                |                                |                                |                                |                                |                                |                           |                           |                           |                           |                           |                           |                              |                              |                              |                              |                              |                              |                           |                           |                           |                           |                           |                           |                                      |                                      |                                      |                                      |                                      |                                      |                        |                        |                        |                        |                                |                                |                                |                                |                                |                                |                      |                      |                         |                         |                         |                         |                         |                         |  |  |
| Felipe Augusto Goico Martínez  | Felipe Augusto Goico Martínez  | Felipe Augusto Goico Martínez  | Felipe Augusto Goico Martínez  | Felipe Augusto Goico Martínez  | Felipe Augusto Goico Martínez  |                      |                      | Isabel Emilia Morel Bobadilla | Isabel Emilia Morel Bobadilla | Isabel Emilia Morel Bobadilla  | Isabel Emilia Morel Bobadilla  | Isabel Emilia Morel Bobadilla  | Isabel Emilia Morel Bobadilla  |                                |                                |                           |                           |                           |                           |                           |                           | Teresa Armanda Rojas Santana | Teresa Armanda Rojas Santana | Teresa Armanda Rojas Santana | Teresa Armanda Rojas Santana | Teresa Armanda Rojas Santana | Teresa Armanda Rojas Santana |                           |                           |                           |                           |                           |                           |                                      |                                      |                                      |                                      |                                      |                                      |                        |                        | Octavio Beras Zorrilla | Octavio Beras Zorrilla | Octavio Beras Zorrilla         | Octavio Beras Zorrilla         | Octavio Beras Zorrilla         | Octavio Beras Zorrilla         |                                |                                |                      |                      |                         |                         |                         |                         |                         |                         |  |  |
| Felipe Augusto Goico Martínez  | Felipe Augusto Goico Martínez  | Felipe Augusto Goico Martínez  | Felipe Augusto Goico Martínez  | Felipe Augusto Goico Martínez  | Felipe Augusto Goico Martínez  |                      |                      | Isabel Emilia Morel Bobadilla | Isabel Emilia Morel Bobadilla | Isabel Emilia Morel Bobadilla  | Isabel Emilia Morel Bobadilla  | Isabel Emilia Morel Bobadilla  | Isabel Emilia Morel Bobadilla  |                                |                                |                           |                           |                           |                           |                           |                           | Teresa Armanda Rojas Santana | Teresa Armanda Rojas Santana | Teresa Armanda Rojas Santana | Teresa Armanda Rojas Santana | Teresa Armanda Rojas Santana | Teresa Armanda Rojas Santana |                           |                           |                           |                           |                           |                           |                                      |                                      |                                      |                                      |                                      |                                      |                        |                        | Octavio Beras Zorrilla | Octavio Beras Zorrilla | Octavio Beras Zorrilla         | Octavio Beras Zorrilla         | Octavio Beras Zorrilla         | Octavio Beras Zorrilla         |                                |                                |                      |                      |                         |                         |                         |                         |                         |                         |  |  |
|                                |                                |                                |                                |                                |                                |                      |                      |                               |                               |                                |                                |                                |                                |                                |                                |                           |                           |                           |                           |                           |                           |                              |                              |                              |                              |                              |                              |                           |                           |                           |                           |                           |                           |                                      |                                      |                                      |                                      |                                      |                                      |                        |                        |                        |                        |                                |                                |                                |                                |                                |                                |                      |                      |                         |                         |                         |                         |                         |                         |  |  |
|                                |                                |                                |                                |                                |                                |                      |                      |                               |                               |                                |                                |                                |                                |                                |                                |                           |                           |                           |                           |                           |                           |                              |                              |                              |                              |                              |                              |                           |                           |                           |                           |                           |                           |                                      |                                      |                                      |                                      |                                      |                                      |                        |                        |                        |                        |                                |                                |                                |                                |                                |                                |                      |                      |                         |                         |                         |                         |                         |                         |  |  |
|                                |                                | Salvador Goico Morel           | Salvador Goico Morel           | Salvador Goico Morel           | Salvador Goico Morel           | Salvador Goico Morel | Salvador Goico Morel |                               |                               | Angiolina Victoria Goico Morel | Angiolina Victoria Goico Morel | Angiolina Victoria Goico Morel | Angiolina Victoria Goico Morel | Angiolina Victoria Goico Morel | Angiolina Victoria Goico Morel |                           |                           |                           |                           |                           |                           |                              |                              |                              |                              | Máximo Beras Rojas           | Máximo Beras Rojas           | Máximo Beras Rojas        | Máximo Beras Rojas        | Máximo Beras Rojas        | Máximo Beras Rojas        |                           |                           | Cardenal Octavio Antonio Beras Rojas | Cardenal Octavio Antonio Beras Rojas | Cardenal Octavio Antonio Beras Rojas | Cardenal Octavio Antonio Beras Rojas | Cardenal Octavio Antonio Beras Rojas | Cardenal Octavio Antonio Beras Rojas |                        |                        |                        |                        |                                |                                |                                |                                |                                |                                |                      |                      |                         |                         |                         |                         |                         |                         |  |  |
|                                |                                | Salvador Goico Morel           | Salvador Goico Morel           | Salvador Goico Morel           | Salvador Goico Morel           | Salvador Goico Morel | Salvador Goico Morel |                               |                               | Angiolina Victoria Goico Morel | Angiolina Victoria Goico Morel | Angiolina Victoria Goico Morel | Angiolina Victoria Goico Morel | Angiolina Victoria Goico Morel | Angiolina Victoria Goico Morel |                           |                           |                           |                           |                           |                           |                              |                              |                              |                              | Máximo Beras Rojas           | Máximo Beras Rojas           | Máximo Beras Rojas        | Máximo Beras Rojas        | Máximo Beras Rojas        | Máximo Beras Rojas        |                           |                           | Cardenal Octavio Antonio Beras Rojas | Cardenal Octavio Antonio Beras Rojas | Cardenal Octavio Antonio Beras Rojas | Cardenal Octavio Antonio Beras Rojas | Cardenal Octavio Antonio Beras Rojas | Cardenal Octavio Antonio Beras Rojas |                        |                        |                        |                        |                                |                                |                                |                                |                                |                                |                      |                      |                         |                         |                         |                         |                         |                         |  |  |
|                                |                                |                                |                                |                                |                                |                      |                      |                               |                               |                                |                                |                                |                                |                                |                                |                           |                           |                           |                           |                           |                           |                              |                              |                              |                              |                              |                              |                           |                           |                           |                           |                           |                           |                                      |                                      |                                      |                                      |                                      |                                      |                        |                        |                        |                        |                                |                                |                                |                                |                                |                                |                      |                      |                         |                         |                         |                         |                         |                         |  |  |
|                                |                                |                                |                                |                                |                                |                      |                      |                               |                               |                                |                                |                                |                                |                                |                                |                           |                           |                           |                           |                           |                           |                              |                              |                              |                              |                              |                              |                           |                           |                           |                           |                           |                           |                                      |                                      |                                      |                                      |                                      |                                      |                        |                        |                        |                        |                                |                                |                                |                                |                                |                                |                      |                      |                         |                         |                         |                         |                         |                         |  |  |
|                                |                                | Charytín Goyco                 | Charytín Goyco                 | Charytín Goyco                 | Charytín Goyco                 | Charytín Goyco       | Charytín Goyco       |                               |                               |                                |                                | Freddy Beras-Goico             | Freddy Beras-Goico             | Freddy Beras-Goico             | Freddy Beras-Goico             | Freddy Beras-Goico        | Freddy Beras-Goico        |                           |                           |                           |                           | Máximo Beras Goico           | Máximo Beras Goico           | Máximo Beras Goico           | Máximo Beras Goico           | Máximo Beras Goico           | Máximo Beras Goico           |                           |                           |                           |                           |                           |                           |                                      |                                      |                                      |                                      |                                      |                                      |                        |                        |                        |                        |                                |                                |                                |                                |                                |                                |                      |                      |                         |                         |                         |                         |                         |                         |  |  |
|                                |                                | Charytín Goyco                 | Charytín Goyco                 | Charytín Goyco                 | Charytín Goyco                 | Charytín Goyco       | Charytín Goyco       |                               |                               |                                |                                | Freddy Beras-Goico             | Freddy Beras-Goico             | Freddy Beras-Goico             | Freddy Beras-Goico             | Freddy Beras-Goico        | Freddy Beras-Goico        |                           |                           |                           |                           | Máximo Beras Goico           | Máximo Beras Goico           | Máximo Beras Goico           | Máximo Beras Goico           | Máximo Beras Goico           | Máximo Beras Goico           |                           |                           |                           |                           |                           |                           |                                      |                                      |                                      |                                      |                                      |                                      |                        |                        |                        |                        |                                |                                |                                |                                |                                |                                |                      |                      |                         |                         |                         |                         |                         |                         |  |  |
|                                |                                | Shalim Ortiz Goico             | Shalim Ortiz Goico             | Shalim Ortiz Goico             | Shalim Ortiz Goico             | Shalim Ortiz Goico   | Shalim Ortiz Goico   |                               |                               |                                |                                |                                |                                |                                |                                |                           |                           |                           |                           |                           |                           | Ivonne Beras Guerrero        | Ivonne Beras Guerrero        | Ivonne Beras Guerrero        | Ivonne Beras Guerrero        | Ivonne Beras Guerrero        | Ivonne Beras Guerrero        |                           |                           |                           |                           |                           |                           |                                      |                                      |                                      |                                      |                                      |                                      |                        |                        |                        |                        |                                |                                |                                |                                |                                |                                |                      |                      |                         |                         |                         |                         |                         |                         |  |  |